# Trochetia granulata
Trochetia granulata är en malvaväxtart som beskrevs av Eugène Jacob de Cordemoy. Trochetia granulata ingår i släktet Trochetia och familjen malvaväxter. Inga underarter finns listade i Catalogue of Life.

## Bildgalleri

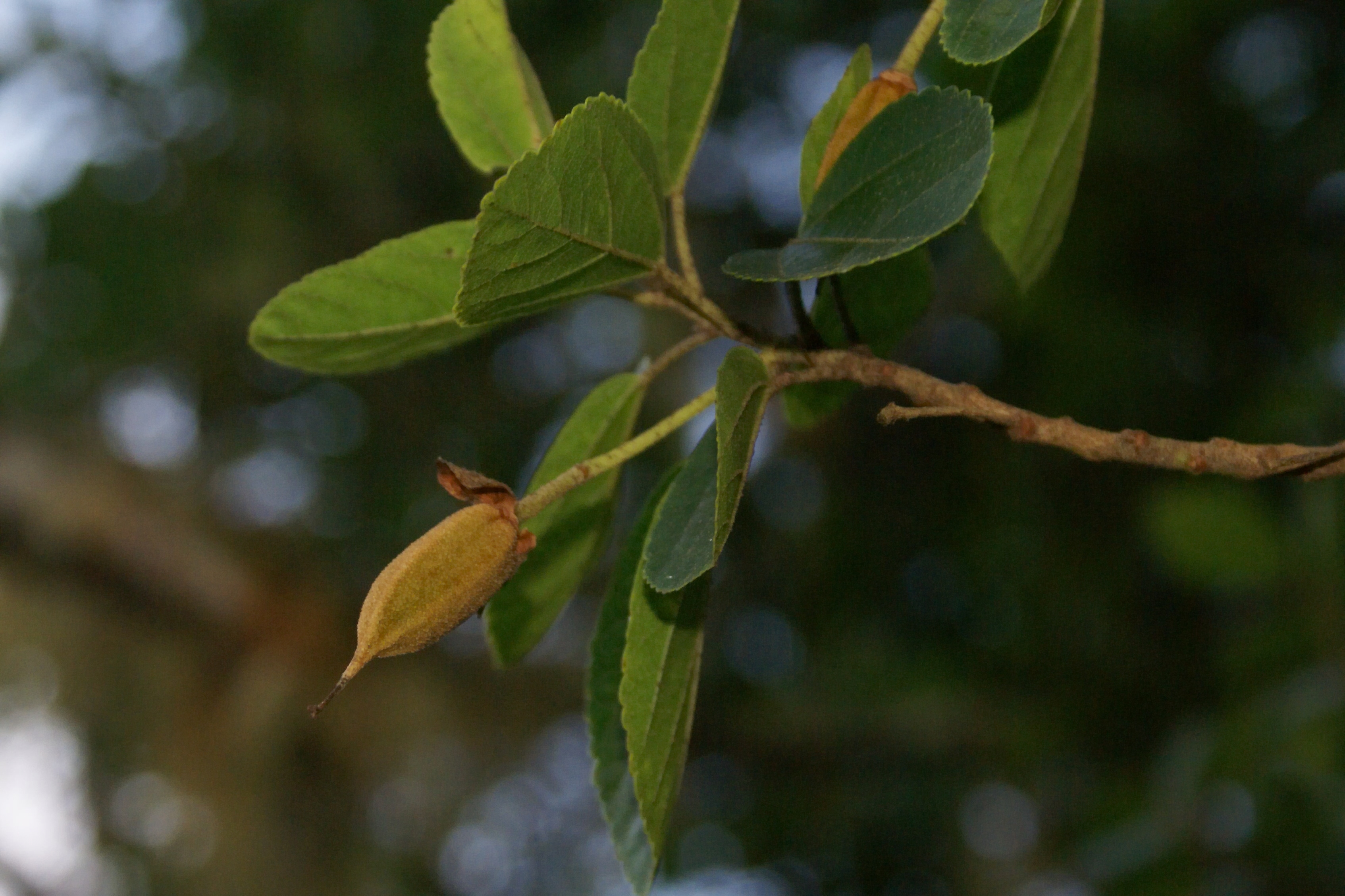
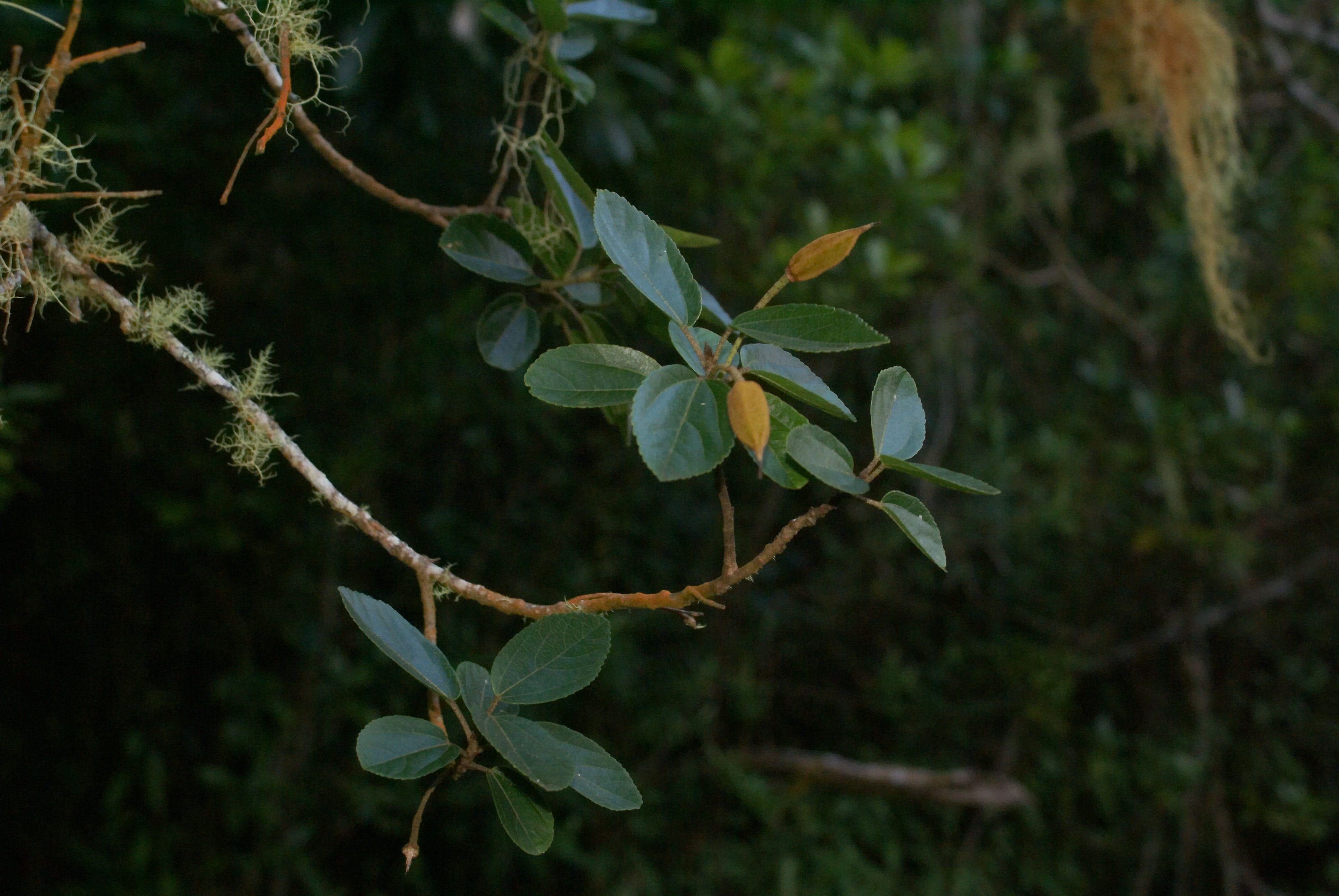